# Andy Goode
Pour les articles homonymes, voir Goode.

a Compétitions nationales et continentales officielles uniquement.

b Matchs officiels uniquement.
Dernière mise à jour le 21 avril 2020.
Andrew James Goode, né le 3 avril 1980 à Coventry, est un joueur de rugby à XV international anglais évoluant au poste de demi d'ouverture et parfois au poste d'arrière. Après avoir joués avec les clubs anglais des Leicester Tigers et des Saracens, il rejoint le CA Brive en 2008 pour jouer dans le Top 14. En février 2010, il quitte la France pour aller jouer le Super 14 en Afrique du Sud avec les Sharks en tant que joker médical de Juan Martín Hernández. Il a signé avec le club anglais Worcester Warriors où il jouera à partir de la saison 2010-2011 en deuxième division anglaise. En 2015, il signe un contrat portant sur une saison avec le club des London Irish mais il est obligé de mettre un terme à sa carrière en raison de blessures, l'empêchant de porter le maillot de son nouveau club. Cependant, le 28 décembre 2015, il annonce qu'il reprend du service afin de dépanner l'équipe de Newcastle.

## Carrière

### En club
Il joue avec les Leicester Tigers en coupe d'Europe (114 points et 1 essai en 2004-05). Avec les Tigers, il dispute le Championnat d'Angleterre de rugby (268 points et 3 essais en 2004-05). Il signe au CA Brive pendant l'été 2008. Au mois de février 2010, le joueur anglais est libéré de son contrat avec le club français et rejoint les Sharks pour disputer le Super 14. Il devient ainsi le premier joueur anglais à évoluer dans cette compétition pour remplacer Juan Martín Hernández blessé. À partir de la saison 2010-2011 il jouera pour le club anglais Worcester Warriors en deuxième divisions anglaise.
- 1998-2002 : Leicester Tigers
- 2002-2003 : Saracens
- 2003-2008 : Leicester Tigers
- 2008-2010 : CA Brive
- Janvier 2010-Mai 2010 : Sharks
- 2010: Worcester Warriors

### En équipe nationale
Il obtient sa première cape internationale le 12 mars 2005, à l’occasion d’un match du Tournoi des Six Nations contre l'équipe d'Italie. Il participe au Tournoi des Six Nations en 2005, 2006 et 2009.
- 17 sélections
- 107 points (1 essai, 15 transformations, 20 pénalités, 4 drops)
- Sélections par année : 2 en 2005, 7 en 2006, 8 en 2009
- Tournois des Six Nations disputés : 2005, 2006, 2009

## Palmarès
- Vainqueur du championnat d'Angleterre en 1999, 2000, 2001, 2002 et 2007
- Finaliste du championnat d'Angleterre en 2005, 2006 et 2008
- Vainqueur de la coupe d'Angleterre en 2007
- Finaliste de la coupe d'Angleterre en 2008.
- Vainqueur de la Coupe d'Europe en 2001 et 2002
- Finaliste de la Coupe d'Europe en 2007
- Vainqueur du trophée des champions en 2002
- Finaliste du trophée des champions en 2001